# Culdaff
Culdaff (irisch Cúil Dabhcha) ist ein Dorf im County Donegal im Nordwesten der Republik Irland. Die Einwohnerzahl von Culdaff wurde bei der Volkszählung 2022 mit 385 Personen ermittelt.

## Geografie

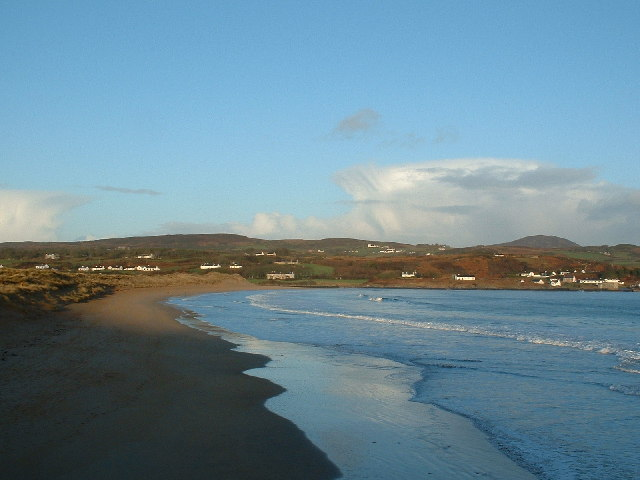
Culdaff Bay

Culdaff liegt etwa 30 Kilometer nordnordöstlich von Derry an der Mündung des Culdaff River in die Schottische See. Durch die Ortschaft führt die R238. Die sog. Culdaff Bay wird von dem kleinen und großen Sandstrand gesäumt. Von Bunagee Pier können Hochseefischer auf die See fahren. 

## Geschichte
Die heutige Ortschaft geht auf das Kloster von St. Buadán aus dem 8. Jahrhundert zurück.
Allerdings sind aus früheren Zeiten weitere Relikte erhalten, wie der Steinkreis von Bocan, der Temple of Deen, das Portal Tomb von Templemoyle und Fort Donowen.

## Sehenswürdigkeiten
- anglikanische Kirche St. Buadán’s

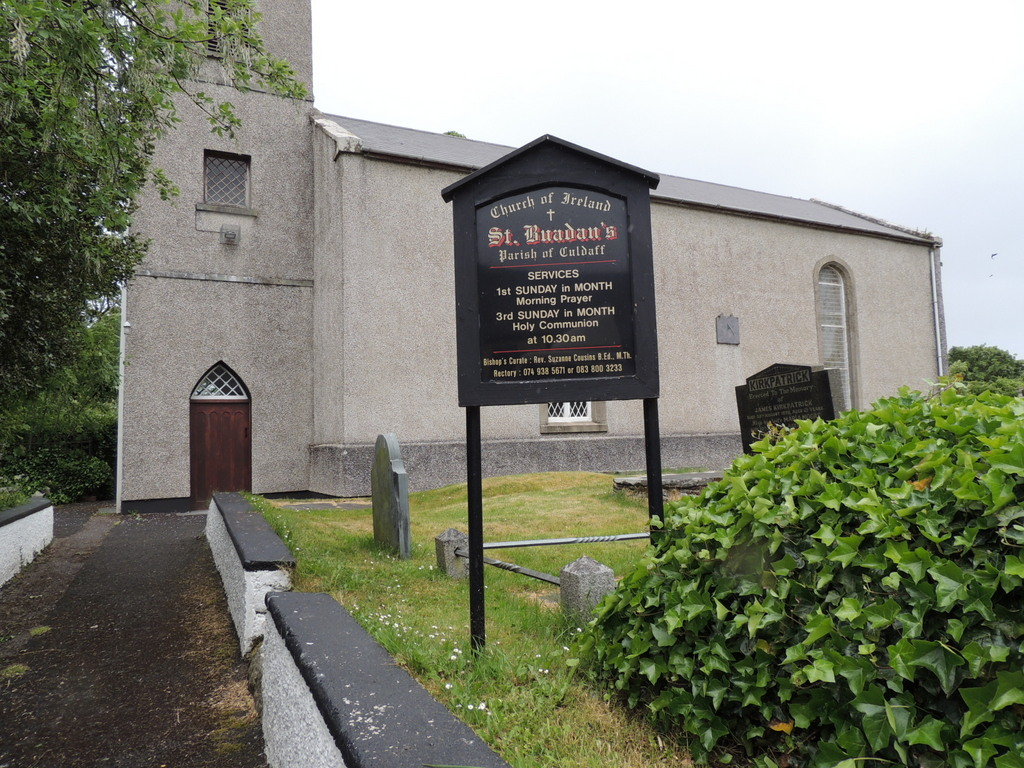
St. Buadán’s Church

## Persönlichkeiten
- Charles Macklin (1699–1797), Dramatiker und Schauspieler